# ДДТ (група)
„ДДТ“ или DDT е рок група, основана в град Уфа, Русия през 1980 г.
През по-голямата част от съществуването си групата е в Санкт Петербург, като през 1980-те години е в Ленинградския рок клуб.
Основател, лидер и единствен постоянен участник на групата е поетът, композитор, вокалист, актьор, художник и продуцент Юрий Шевчук.

## Членове
Настоящи членове
- Юрий Шевчук
- Константин Шумайлов
- Роман Невелев
- Алексей Федичев
- Иван Василев
- Артьом Мамай
- Антон Вишняков
- Альона Романова

Бивши членове
- Рустем Асанбаев
- Генадий Родин
- Владимир Сигачов
- Рустем Каримов
- Сергей Рудой
- Нияз Абдюшев
- Сергей Риженко
- Сергей Летов
- Андрей Василев
- Вадим Курильов
- Игор Доценко
- Никита Зайцев
- Андрей Муратов
- Михаил Чернов
- Игор Тихомиров
- Дмитрий Галицкий